# Yukiko Ōtaka
Yukiko Ōtaka (大高幸子?; 2 gennaio 1940) è un'ex nuotatrice giapponese.

## Carriera
Specializzata nello stile libero, ha partecipato ai Giochi di Melbourne 1956, gareggiando, nei 400m sl e nella Staffetta 4x100m sl.